# Толстоголовка иракская
Толстоголовка иракская (лат. Thymelicus hyrax ) — бабочка из семейства толстоголовок. Длина переднего крыла 12—15 мм.

## Этимология латинского названия
Hyrax (топонимическое) — иракский.

## Ареал и места обитания
Иран, Сирия, Израиль, Иордания, Армения, Азербайджан (Нахичевань), Северо-западный Кавказ (Россия), Турция, Греция, Лесбос, Чиос, Самос, Родос.
В Восточной Европе известна только одна популяция в окрестностях города Анапы (Краснодарский край, Россия), где вид встречается редко, являясь, по-видимому, реликтом третичного периода.
Бабочки населяют сухие горные каменистые луга, аридные редколесья. В Греции обитают на высотах до 800 м над уровнем моря. В Краснодарском крае населяет средиземноморские лесные и степные экосистемы на побережье, где вид приурочен к естественным прогалинам, просекам ЛЭП в аридных лесах, к старым гарям в можжевеловых редколесьях с травянистой, преимущественно злаковой растительностью. В Армении вид встречается на сухих луговинах и вдоль дорог в аридных лесах и редколесьях, по формациям ксерофитов на склонах гор, в ущельях по сухим руслам рек.

## Биология
Развивается за год в одном поколении. Время лёта в Греции и Турции с конца апреля по июнь с начала июня по июль. В Краснодарском крае бабочки летают с июня по июль. Бабочки собираются в местах произрастания чия кострового (Achnatherum bromoides) в приморских лесах. Бабочки активно питаются на цветках.
Зимуют гусеницы в растительных остатках. Кормовое растение гусениц, вероятно, чий костёровидный (Achnatherum bromoides).